# Berengaria z Nawarry
Berengaria z Nawarry (ur. ok. 1165 lub 1170, zm. 1230) – królowa angielska, żona króla Ryszarda I Lwie Serce. 

## Życiorys
Była z pochodzenia Hiszpanką. Jej rodzicami byli Sancho VI Mądry i Sancha Kastylijska. Ryszard Lwie Serce postanowił ożenić się z Berengarią i wysłał po nią swoją matkę Eleonorę Akwitańską. Miał się z nią spotkać w Messynie, w drodze do Ziemi Świętej podczas trwającej krucjaty. Narzeczeni spotkali się w końcu na Cyprze. Pobrali się 12 maja 1191 w kaplicy św. Jerzego w Limassol. Ślubu udzielił im kapelan Nicolas, późniejszy biskup Le Mans. Tego samego dnia Berengaria została koronowana przez arcybiskupa Bordeaux i biskupów Evreux i Bayonne. Małżonkowie nie mieli dzieci. Ryszard poświęcił się całkowicie wojaczce i nie interesował się żoną. Żyli osobno. Kiedy król, ranny podczas oblężenia, umierał wskutek gangreny, królowa nie została o tym nawet zawiadomiona. 
Po śmierci Ryszarda nie otrzymywała należnej jej wdowiej renty od jego następcy, Jana bez Ziemi, aż w sprawę zaangażowali się jej teściowa Eleonora i papież Innocenty III. Dopiero kolejny król, Henryk III wywiązał się częściowo ze zobowiązań korony angielskiej wobec Berengarii. Królowa założyła w 1229 opactwo L'Épau pod Le Mans. Zmarła 23 grudnia 1230. Została pochowana w ufundowanym przez siebie klasztorze. Jej nagrobek był wielokrotnie przenoszony. 
W 1960 Pierre Térouanne odnalazł szkielet sześćdziesięcioletniej kobiety, być może Berengarii, który został powtórnie pochowany pod jej tumbą.

### Dziedzictwo i pamięć
W dwudziestym wieku Berengaria z Nawarry została pierwszą w historii królową angielską, której imieniem nazwano statek pasażerski linii transoceanicznej Cunard. Był to dawny turbinowiec HAPAGu „Imperator” o tonażu 52.117 BRT — pochodzący z tej samej stoczni co słynne okręty „Leviathan” (ex „Vaterland”) i „Majestica” (ex „Bismarck”). RMS „Berengaria” służyła do wycofania w 1938 roku.